# Stefania tamacuarina
A Stefania tamacuarina a kétéltűek (Amphibia) osztályába, a békák (Anura) rendjébe és a Hemiphractidae családba tartozó faj.

## Előfordulása
A faj Venezuelában és valószínűleg Brazíliában él. Természetes élőhelye a szubtrópusi vagy trópusi nedves hegyvidéki erdők és folyók.